# Dalophis imberbis
Il Dalophis imberbis, noto come biscia di mare o biscia di mare mezzana in italiano, è un pesce osseo marino della famiglia Ophichthidae.

## Distribuzione e habitat
Questa specie è presente nel mar Mediterraneo e nell'Oceano Atlantico orientale tra il golfo di Guascogna e le coste dell'Africa tropicale. È presente in tutti i mari italiani ma non comune.
È un pesce bentonico che vive su fondi sabbiosi o fangosi del piano infralitorale o del piano circalitorale superiore, a profondità non superiori a 100 metri ma raramente molto vicino alla costa.

## Descrizione
Questo pesce, molto simile ad Apterichtus caecus e ad Apterichtus anguiformis ha un aspetto complessivamente vermiforme, con pinne molto ridotte. Le pinne ventrali e la pinna caudale sono assenti, le pinne pettorali molto piccole e talvolta assenti, le pinne dorsale ed pinna anale lunghe ma molto basse e di forma più simile ad una cresta che ad una vera pinna. L'occhio è piccolissimo e ricoperto dalla pelle, la bocca è ampia e supera l'occhio. La punta della mandibola a bocca chiusa supera l'occhio (differenza dai due Apterichtus mediterranei). Le aperture branchiali sono piccole, poste molto in basso. Il corpo è molto sottile ed è viscido a causa del muco che il pesce produce in abbondanza.
La colorazione è grigiastra violacea negli adulti (che possono essere o meno cosparsi di punti scuri) e rorata giallastra nei giovanili.
La taglia può eccezionalmente superare il metro ma di solito non supera i 50–60 cm.

## Biologia
È una specie notturna che passa quasi tutto il tempo infossata nei sedimenti da cui emerge solo la testa.

### Alimentazione
Carnivora, si ciba di pesciolini ed invertebrati.

### Riproduzione
Le uova e le larve sono pelagiche e si trovano in superficie alla fine dell'estate. La larva è un leptocefalo.

## Pesca
Si cattura per caso con reti a strascico, palamiti o lenze a bolentino. La sua cattura non è gradita ai pescatori perché imbroglia inestricabilmente le lenze e morde ferocemente le mani (pur essendo del tutto innocua), mentre le sue carni, seppur commestibili, non hanno alcun valore commerciale.

## Tassonomia
Nota in passato con il sinonimo di Caecula imberbis.